# Restless and Wild (сингл)
Restless and Wild (с англ. — «Неугомонный и дикий») — песня и сингл немецкой хеви-метал-группы Accept. Под одним и тем же названием вышло два разных варианта сингла: семидюймовый и 12-дюймовый макси-сингл.
Сингл выпущен в поддержку четвёртого альбома группы Restless and Wild и является вторым из двух синглов альбома. Как и сам альбом, сингл записывался и сводился в течение 1981 года, и был выпущен в 1983 году после выхода альбома.

## Общие сведения
Restless and Wild — заглавная песня как альбома, так и сингла, которая постоянно входит в сет-листы и сборники группы. Её можно услышать на сборниках Restless: The Best (1982), Best of… (1983), Hungry Years (1985), A Compilation of the Best of Balls to the Wall/Restless and Wild (1986), The Collection (1991), Steel Glove (1995), Sharkbite — Best Of (2005) и The Accept Collection (2010).
На стороне «Б» семидюймового сингла находится песня «Don’t Go Stealing My Soul Away» (с англ. — «Не уходи, украв мою душу»), также вошедшая на альбом Restless and Wild.
В подготовке текстов обеих песен принял участие некто A. Смит-Дизель, американец, по словам участником группы, умевший подгонять тексты под музыку.
На стороне «Б» 12-дюймового макси-сингла, вышедшего также в 1983 году в Великобритании, размещена песня «Fast as a Shark».
На обложке сингла размещены фотографии участников группы во время концерта; обложка 12-дюймового сингла повторяет обложку сингла «Fast as a Shark», с другим оформлением надписи и фотографией группы в чёрно-белом цвете.

## Отзывы критиков
В ретроспективных рецензиях немецкая музыкальная пресса восторженно отзывалась о самом альбоме в целом и о данной песне в частности. Авторитетный журнал Rock Hard назвал её гениальной. На обозревателя баварского ресурса Metal1.info произвела впечатление невероятно энергичная атмосфера, которую создают музыканты. По его мнению, этому способствуют маршевые риффы, заводной барабан и очень запоминающаяся мелодия. Однако основные моменты «Restless and Wild» явно связаны с вокалом. «Прежде всего, пение строф, которое Удо наполовину произносит, наполовину кричит, что создаёт жуткую динамику. Однако этот эффект позже усиливается, когда Удо вступает в вокальную дуэль со своим фоном». Штефан Йоханнесберг из laut.de тоже считает работу Диркшнайдера в этом треке виртуозной. Ещё один немецкий вебзин Powermetal.de посвятил альбому сразу три рецензии. Редактор Хольгер Андре посчитал, что заглавная песня даже в 2011 году (год рецензии) идеально подходит в качестве концертного гимна, с тысячью кулаков в воздухе. А Алекс Крагль с умилением вспоминал как в 1982 году она вызывала у него слёзы радости.

## Список композиций
- Семидюймовый сингл:

Сторона «А»
- «Restless and Wild» — 4:10

Сторона «Б»
- «Don’t Go Stealing My Soul Away» — 3:15
- 12-дюймовый сингл:

Сторона «А»
- «Restless and Wild» — 4:10

Сторона «Б»
- «Fast as a Shark» — 3:48

## Участники
- Удо Диркшнайдер — вокал
- Петер Балтес — бас-гитара
- Вольф Хоффманн — гитара
- Штефан Кауфманн — ударные